# Hans Wollschläger
Hans Wollschläger (17. března 1935, Minden – 19. května 2007, Bamberg) byl německý spisovatel, překladatel, historik a filolog.

## Život a dílo
Nejvíce je znám jako překladatel. Je autorem německého překladu Odyssea od Jamese Joyce a také kompletního díla Edgara Allana Poea (na tomto překladu s ním spolupracoval Arno Schmidt), kromě toho přeložil romány Raymonda Chandlera a Dashiella Hammetta.
Byl předsedou Společnosti Karla Maye a byl jedním z vydavatelů kritické edice spisů Karla Maye.
Napsal několik historických knih, mimo jiné historii křížových výprav. Tato kniha má velmi polemický charakter, nicméně obsahuje informace, pocházející z arabských zdrojů, které dříve v němčině nebyly dostupné. Žádná z jeho historických knih nevyšla v češtině.
Původně studoval hudbu, napsal také tři symfonie, které ale nikdy nebyly uvedeny na veřejnosti.